# احترسي من الرجال يا ماما (فلم)
فيلم مصري كوميدي تم عرضه في 18 أغسطس 1975 ومدة الفيلم 110 دقيقة من تاليف أحمد عبد الوهاب وإخراج محمود فريد.

## قصة الفيلم
تدور أحداث الفيلم حول عبد الجواد وهو منفصل عن زوجته إجلال وترك لديها أولادها هاشم وسميرة، يقوم حسين بطلب يد سميرة التي ترجو إحضار والده لمقابلة والدتها، يصر والد حسين على طلب زواج ابنه من والد سميرة، لكنه منفصل عنهم منذ زمن طويل، تلجأ سميرة إلى هاشم أخيها، الذي يقوم بعمل حيلة بالاشتراك مع خطيبته ويقنعان والده بالذهاب إلى إجلال زوجته حيث إنها مريضة وما زالت تحبه، في تلك الآونة يأتى والد حسين طالبًا يد سميرة، وتتم الخطبة ويشعر عبد الجواد أن هناك من يرغب في الزواج من زوجته السابقة إجلال، لذا يستشعر بالخطر ويعود إلى زوجته مرة ثانية.

## طاقم العمل

### ابطال الفيلم
| اسم الممثل       | دوره                   |
| ---------------- | ---------------------- |
| محمد عوض         | (هانم محمد)            |
| ماجدة الخطيب     | (سلوى)                 |
| أمين الهنيدي     | (عبد الله السلاموني)   |
| عبدالمنعم مدبولي | (عبد الجواد زكي سلطان) |
| لبلبة            | (سميرة السلاموني)      |
| يوسف فخر الدين   | (حسين)                 |
| عقيلة راتب       | (اجلال)                |
| نجوى فؤاد        | (سوزي)                 |
| توفيق الدقن      | (عتريس)                |
| خيرية أحمد       |                        |
| سيد زيان         | (المأذون)              |
| محمود السباع     |                        |
| إبراهيم سعفان    |                        |
| وحيد سيف         | (البواب)               |
| زوزو شكيب        |                        |
| محمد أحمد المصري |                        |
| محمد يوسف        |                        |
| محمد يوسف        |                        |
| الطوخي توفيق     |                        |
| سناء يونس        |                        |
| محمد نجم         |                        |
| أميرة            | (وزة)                  |
| نبيل بدر         |                        |
| ممدوح زايد       |                        |
| السيد منير       |                        |
| هندام محمد       |                        |
| المنتصر بالله    |                        |
| إبراهيم عامر     |                        |
| رؤوف رزق         |                        |
| زيزي مصطفى       |                        |
| هالة الصافي      |                        |
| محمد طه          |                        |

### الإنتاج
| الإنتاج                              | دوره         |
| ------------------------------------ | ------------ |
| أفلام الوطن العربي (محمد عوض وشركاه) | (منتج)       |
| محمد عوض                             | (منتج)       |
| السيد إبراهيم                        | (منتج)       |
| خليل دياب                            | (كلاكيت)     |
| فكري الجوهري                         | (مساعد منتج) |

### الصوت
| صوت              | دوره          |
| ---------------- | ------------- |
| كمال عبد الله    | (مهندس الصوت) |
| إرنست صباغ       | (مسجل الصوت)  |
| إبراهيم خورشيد   | (مساعد الصوت) |
| عبد الله الناصري | (مساعد الصوت) |

### مونتاج
| مونتاج    | دوره          |
| --------- | ------------- |
| فكري رستم | (مونتير)      |
| طلعت فيظي | (مركب الفيلم) |
| عادل شكري | نيجاتيف       |

### التصوير
| تصوير        | دوره           |
| ------------ | -------------- |
| فيكتور أنطون | (مدير التصوير) |
| أحمد شاهين   | (تصوير)        |
| حسن أحمد     | (مساعد المصور) |

### الديكور
| الديكور        | دوره            |
| -------------- | --------------- |
| ماهر عبد النور | (مهندس المناظر) |
| فهيم حماد      | (مهندس المناظر) |
| حسين الشريف    | (مهندس المناظر) |

### إخراج
| إخراج      | دوره          |
| ---------- | ------------- |
| محمود فريد | (مخرج)        |
| جمال عمار  | (مخرج مساعد)  |
| نادية حمزة | (مخرج سكريبت) |

### المعمل
| المعمل                             | دوره             |
| ---------------------------------- | ---------------- |
| معامل مدينة السينما (مدينة السينما | (الطبع والتحميض) |
| حسن عيسى                           | (مدير المعمل)    |

### تصوير
| تصوير     | دوره           |
| --------- | -------------- |
| وديد سري  | (مدير التصوير) |
| مراد فوزي | (م. مصور)      |

### ماكياج
| ماكياج                                                     | دوره     |
| ---------------------------------------------------------- | -------- |
| الشركة اللبنانية للتجارة والاستثمار السينمائي (صبّاح إخوان) | (ماكيير) |
| محمد رشاد                                                  | (كوافير) |

### موسيقى
| موسيقى          | دوره            |
| --------------- | --------------- |
| حلمي بكر        | (الالحان)       |
| عبد الوهاب محمد | (كلمات الأغاني) |

### توزيع
| توزيع                                | دوره   |
| ------------------------------------ | ------ |
| أفلام الوطن العربي (محمد عوض وشركاه) | (موزع) |
| وكالة الجاعوني                       | (موزع) |

### أدوار متعددة
| ادوار متعددة    | دوره                 |
| --------------- | -------------------- |
| أحمد عبد الوهاب | (قصة وسيناريو وحوار) |
| كمال نعيم       | (تصميم الإستعراضات)  |
| محمد بكر        | (مصور فوتوغرافيا)    |
| الشحري          | (التتر)              |
| سيد عيد         | (ريجيسير)            |

## وصلات خارجية
- مقالات تستعمل روابط فنية بلا صلة مع ويكي بيانات